# Perizoma pujoli
Perizoma pujoli är en fjärilsart som beskrevs av Ramon Agenjo Cecilia 1950. Perizoma pujoli ingår i släktet Perizoma och familjen mätare. Inga underarter finns listade i Catalogue of Life.